# Polisportiva Amicacci Giulianova
La Polisportiva Amicacci Giulianova (ou Grupo Tercas Amicacci Giulianova selon le sponsor principal du club) est une équipe de basket-ball en fauteuil roulant italienne actuellement localisée à Giulianova, dans la région des Abruzzes.
C'est à ce jour le seul club en Europe à avoir réussi le doublé EuroCup 4 - EuroCup 2 (en 2011 et 2012).

## Palmarès
International
- Coupe des Clubs Champions (EuroCup 1) :
  - 2015 : 8e place (organisateur)[3]
  - 2025 :  Vice-champion d'Europe
- Coupe André Vergauwen, puis Euroligue 1 depuis 2018 (EuroCup 2) :
  - 2012 :  Champion d'Europe[4]
  - 2013 : 5e place[5] (phase finale organisée à domicile)
  - 2017 :  3e place[6]
  - 2024 : 6e place
- Coupe Willy Brinmann, puis Euroligue 2 depuis 2018 (EuroCup 3) :
  - 2016 :  Vice-champion d'Europe[7] (repêché après le forfait de Hyères[8])
  - 2023 :  Vice-champion d'Europe
- Challenge Cup, puis Euroligue 3 depuis 2018 (EuroCup 4) :
  - 2011 :  Champion d'Europe[9]

National
- Trophée CIP : 2008